# Internationale Gebrauchshundeprüfungsordnung
Der internationale Gebrauchshundesport (auch Vielseitigkeitssport VPG, früher: Schutzhundesport SchH) ist ein Hundesport und besteht aus den drei Abteilungen Fährte (Fährtenhund), Unterordnung und Schutzdienst (Schutzhund). Für Gebrauchshundeprüfungen gilt seit dem 1. Januar 2019 die Internationale Gebrauchshundeprüfungsordnung (IGP) des kynologischen Dachverbandes Fédérdation Cynologique Internationale (FCI). In Hundesportlerkreisen wird der Hundesport daher üblicherweise als IGP (früher IPO bzw. VPG) bezeichnet.

## Abteilungen
Der internationale Gebrauchshundesport besteht zu gleichen Teilen aus drei Abteilungen für die jeweils 100 Punkte vergeben werden können.
- Fährte
- Unterordnung
- Schutzdienst

### Unbefangenheitsüberprüfung vor der Prüfung
Vor jeder Prüfung steht eine Unbefangenheitsüberprüfung des Hundes an. In dieser Überprüfung wird das Verhalten des Hundes gegenüber Menschen überprüft. Hunde, die hier eine Auffälligkeit zeigen, werden von der Prüfung ausgeschlossen.

### Abteilung A: Fährte
In der Fährte wird der Geruchssinn des Hundes überprüft, indem der Hund exakt die Spur eines Menschen verfolgt und Gegenstände aus verschiedenen Materialien (Holz, Leder) durch z. B. Platz, Sitz oder Steh anzeigt, die zuvor abgelegt wurden. Besonders wichtig ist die ruhige, konzentrierte und gleichmäßige Sucharbeit des Hundes. Da der Hundeführer einen Abstand von 10 Metern einhalten muss, wird auch die Selbstständigkeit des Hundes gefordert. Die Länge einer Fährte innerhalb einer IGP-Prüfung beträgt 400–800 Schritt. Fährten werden meist auf Wiesen oder einem Acker gelegt.

### Abteilung B: Unterordnung
In der Unterordnung liegen die schnelle und exakte Ausführung von Kommandos und der freudig, motivierte Ausdruck des Hundes im Fokus. Es werden mehrere Übungen wie eine Freifolge im Fuß, technische Übungen wie Sitz, Platz und Steh, sowie Apportierübungen gezeigt. Apportierübungen werden auf ebener Erde, über eine 1 m Hürde und über eine Schrägwand von 1,8 m gezeigt. Zum Abschluss der Unterordnung ist der Hund noch in die angezeigte Richtung des Hundeführers zu schicken und mit dem Kommando Platz wieder zu stoppen. Hunde und Hundeführern sollten vor allem ein motiviert und harmonische Einheit bilden. In einer Prüfung sind immer zwei Hunde am Platz. Während das eine Hund-Hundefüher-Team seine Vorführung macht, ist der andere Hund in der Ablage und muss an einem definierten Punkt in der Platz-Position verweilen.

### Abteilung C: Schutzdienst
Im Schutzdienst ist zunächst ein Scheintäter, der sogenannte Helfer, vom Hund zu finden. Der Hundeführer weist den Hund dazu ein, bestimmte Verstecke zu umlaufen und den Scheintäter zu finden. Wird der Scheintäter gefunden, muss der Hund das dem Hundeführer durch Stellen und Verbellen anzeigen. In den folgenden Situationen werden dann Fluchtversuche als auch Angriffe des Helfers auf Hund und Hundeführern vereitelt. Besonders gefragt sind die Selbstsicherheit, die Nervenstärke, Durchsetzungsfähigkeit und Gehorsamkeit des Hundes. Der Schutzdienst wird auch als die hohe Kunst des IGP's bezeichnet.

### Anwartschaften auf das Internationale Schönheitschampionat (CACIT)
Die Internationalen Gebrauchshundeprüfungen können in den drei Prüfungsstufen IGP 1–3 abgelegt werden. Der Schwierigkeitsgrad wird mit jeder Stufe erhöht. Die IGP 3 mit einer Wertnote von mindestens "sehr gut" ist neben den Anwartschaften auf das Internationale Schönheitschampionat (CACIT) eine Voraussetzung, um den Titel "Internationaler Arbeitschampion" (CIT) zu erlangen.

## Das Training
Der Gebrauchshundesport ist eine Möglichkeit, um vorwiegend die Rassevertreter der sogenannten Gebrauchshunderassen entsprechend ihrer Anlagen gezielt auszulasten. Zu den Gebrauchshunderassen gehören: Deutscher Schäferhund, Holländischer Schäferhund, Belgischer Schäferhund (Malinois), Rottweiler, Deutscher Boxer, Riesenschnauzer, Dobermann, Hovawart, Bouvier des Flandres und Airedale Terrier. Heutzutage wird dabei Wert auf ein artgerechtes und vor allem gewaltfreies Training gelegt, das zum größten Teil auf der natürlichen Futtermotivation und Beutemotivation des Hundes basiert. Wesentlich in der Beurteilung ist, dass die Hunde Selbstsicherheit, einen guten Ausdruck und eine hohe Motivation zeigen. Ebenso fließt in die Bewertung der Leistungsrichter ein, dass Hund und Hundeführern ein harmonisches Team sind.